# Abolodoria abdominalis
Abolodoria abdominalis là một loài ruồi trong họ Tachinidae.